# Tribunale supremo (Spagna)
Il Tribunale supremo (in spagnolo: Tribunal Supremo, o semplicemente TS) è, in accordo alla Costituzione spagnola, la corte suprema della Spagna. Originariamente regolato dal titolo V della Costituzione del 1812, il Tribunale ha giurisdizione su tutti i processi contro alti ufficiali del regno nonché su eventuali illeciti commessi dai partiti politici. È inoltre l'ultima corte d'appello per la quasi totalità dei casi, fatta eccezione per quelli di materia costituzionale che sono competenza del Tribunale costituzionale.

## Organizzazione
La corte si suddivide in cinque camere permanenti e quattro straordinarie.
Le cinque camere permanenti sono:
- I Camera, diritto privato;
- II Camera, diritto penale;
- III Camera, diritto amministrativo;
- IV Camera, diritto del lavoro;
- V Camera, diritto militare.

Le quattro camere straordinarie sono:
- Camera speciale convocata per gestire la messa al bando di un partito politico, l'investigazione e la correzione di un eventuale errore giudiziario e di altri processi legali di particolare rilevanza. La camera è composta dal presidente in carica affiancato dai cinque presidenti delle camere permanenti;
- Corte per i conflitti di giurisdizione per regolare i rapporti tra tribunali civili, militari e amministrativi. È composta dal presidente del Tribunale, due giudici della terza camera permanente e tre membri del Consiglio di Stato;
- Camera per i conflitti di giurisdizione per risolvere i conflitti tra corti civili e militari. È composta dal presidente del TS, due giudici provenienti da una delle camere permanenti di diritto civile e due giudici provenienti dalla quinta camera;
- Camera per i conflitti di competenza per risolvere i conflitti tra le diverse camere del Tribunale. È composta dal Presidente del Tribunale e da un membro per ciascuna delle camere coinvolte.